# 青木茂 (豐橋市長)
青木茂（1910年11月10日—2003年2月22日），日本政治家（豊橋市第23、24代市長），岐阜縣出身。畢業於台灣總督府台北高等學校、台北帝国大学。

## 經歷

### 官僚履歷
在岐阜縣出生後，在台灣日治時期的台灣學校畢業。擔任台灣總督府的臺北州產業部長。日中戰爭結束後，歷任日本參議院事務局警務部長。

## 著作
- 未来への視覚（昭和45年、1970年）
- 続未来への視覚（昭和49年、1974年）
- 地方行政への視覚（昭和59年、1984年）
- 私の視覚（平成3年、1991年）